# 中国共产党潜江市委员会
30°24′17″N 112°53′42″E / 30.40467°N 112.89498°E
中国共产党潜江市委员会，简称中共潜江市委，是中国共产党在中华人民共和国湖北省潜江市的领导机关。前称中国共产党潜江县委员会、中共潜江县委。

## 历史沿革

### 第一次国共内战时期
中国共产党建党人之一、中共一大代表的李汉俊是潜江人，1922年，李汉俊在国立武昌高师组织党运活动，省立二中潜江籍学生李家宝、胡尚志、张学武及湖北女师钱瑛等参加并接受马克思主义，期间他们组织“潜江旅省学生同乡会”进行思想宣传。1925年汉口惨案爆发后，中共武汉地委派大量潜江学生回乡从事民运，并在拖船埠一带陆续建立中共党支部。
1927年7月15日，汪精卫在武汉宣布停止国共合作，国民党在武汉地区开始大肆杀戮共产党员。中共被迫召开八七会议进行反击，鄂中特委在沔阳成立，胡幼松被任命为沔西区委书记。1927年8月，中共鄂中特委派袁传鉴来潜江恢复党组织，发动农民举行暴动。与此同时胡幼松成立潜沔农民协会。9月10日，潜沔农民协会发展暴动队，由方世训担任队长、胡幼松担任政委，对当地民团进行连续攻击，包括沔南戴家场暴动、沔城暴动。胡幼松和贺龙统一指挥荆江两岸年关暴动，并一度攻占沔城县城，营救出大量被捕的中共鄂中特委成员（包括沔阳县委书记娄敏修）。1928年1月，胡幼松领导创建了沔西区苏维埃政府，当选为主席。
1929年2月，中共鄂西特委决定组建中共潜江临时县委，机关驻小南海，书记为胡幼松。9月，临时县委改为特支，胡幼松仍任书记。11月，正式成立中共潜江县委，机关驻拖船埠。1930年2月20日，红六军前委、潜江县委、沔西区委在渔洋镇召开联席会议，决定夺取潜江县城，22日攻占潜江，之后两天后红六军撤出潜江县城，在附近继续进行游击战。4月24日，胡幼松率领游击队参加谢场乡苏维埃政府成立大会，遭到潜江县长潘祖信率领的民团围攻突袭，胡幼松被俘。4月26日，胡幼松被国民党铡断双腿后杀死。
胡幼松被杀后，张光福继任县委书记，率领游击队在总口、老新口一带活动。1930年7月7日，红二、六军在公安会师，合编为红二军团，总指挥贺龙、政委周逸群。红二军团在7月下旬进入潜江，并在中共潜江县委配合下，7月29日攻占潜江县城；随后潜江县委机关入驻县城。但是不久，时任中共鄂西特委书记邓中夏，坚持中央关于进攻中心城市的方针，督令红二军团离开洪湖，与红一军团、红三军团合攻长沙。但红二军团在南下作战中遭到国民党围追堵截，损失惨重。而由于红二军团南征带走了大量洪湖地区的武装部队，洪湖地区中共兵力空虚。蒋介石任命第十军军长徐源泉为湘鄂川边清乡督办，指挥国民党部队围剿洪湖苏区。
1930年9月起，县委隶属中共湘鄂西特委。同年12月，段德昌将南征失败的红军将士整编为新红六军，迅速北上长江，在江陵等地成功阻击完成第一次反围剿。随后国军发动对石首为重的第二次围剿，中共潜江县委、江陵县委指挥游击队配合红六军袭击老新口等地并获成功。1931年4月，红二军团奉令改编为红三军，留守的段德昌任红9师师长。同年5月，由于蒋介石中央军与桂系矛盾升级，徐源泉部陆续撤出洪湖地区。段德昌趁机指挥红六军进行反击，潜江地区除县城外其余恢复苏区工作。
同年7月，国军向洪湖苏区发动第三次围剿，不惜掘开监利车湾江堤，使监利、沔阳、江陵几乎全部土地被水淹没，灾民近百万，红军顿时缺乏给养。8月初，中共湘鄂西临时省委、省军委决定以潜江为大后方进行游击战，段德昌率领红九师在潜江天门一带活动，并在13日占领周家矶、黄家场。17日占领沙洋。与此同时，25团在15日攻下潜江县城。24日，国军四十三师反攻潜江城，红军采用撤出城墙在郊区伏击，并成功击溃国军。8月15日，中共潜江县委、县苏维埃政府再次驻入潜江县城。10月8日，贺龙率领红三军主力返回潜江。同月，国军四十八师、四十一师开始围攻潜江县城。红军撤出在外线交战，国军朱维汉（潜江县长）率领国军进驻潜江县城并开始清乡。1932年2月6日，红九师27团再次攻入潜江县城，与此同时红八师、红七师攻占附近各地的国军据点，获得第三次反围剿战役胜利。
短暂的歇息反而使得共军内部矛盾扩大。1932年4月，夏曦开始以“肃反”为名实施第一次大清洗，大量红军干部和地方干部被错杀，其中潜江地区被错杀928人。同年6月，国军发动对洪湖地区发动第四次围剿，夏曦主张更改将此前的游击战和运动战，改为攻坚战和阵地战。部队损失惨重，同年8月潜江城、周家矶、浩子口等地失守。10月，红军的第四次反围剿战争失败，被迫放弃潜前江苏区。潜江县委撤出县城，县委书记杨国钧率潜江独立营60余人枪由张金河转移到史家湖进行游击。1933年1月，由于共军势力太弱，县委书记杨国钧被害，副书记、独立营长槐作柱等47人不幸被捕，除3人幸免，44名指战员均被杀害，机关再度解体。另有江陵县委委员刘容生率领200人奔赴龙溪、余家埠等地开展游击。

### 抗日战争时期
1939年5月29日，驻天门县城的日军襄北地区警备司令部奈良晃旅团岳之武、柴有时等纵队在岳口强渡汉江，攻占潜江县城，之后逐步控制西至东荆河、东至深江站、南至杨家场的潜东部分地区。1940年8月，豫鄂挺进纵队在刘少卿、杨学诚指挥下，开辟了天西抗日根据地，建立中共天门县委、天门县行政委员会和渔南区委、渔南联乡办事处，管辖潜江襄北地区。
1941年2月，豫鄂边区党委组织部副部长孙西岐抵达潜江，组建中共潜江工作委员会和边区抗日民主政府经南办事处，原监利工委书记李智调任潜江工委书记兼经南办事处主任，戴月、张坤伦为工委委员，李国墀为办事处顾问。1941年3月，恢复潜西、潜北、潜东各支部。与此同时，原云梦县委书记沈清（陈请、郭子清）奉命抵达潜江，与李智会合，筹建潜江县委和独立第十营。3月，在黑流渡召开中共潜江县党员代表大会，选举沈清任潜江县委书记兼军事部长，李智任组织部长兼统战部长，戴月任民运部长，贺其彩、张坤伦等为委员。同年4月，中共豫鄂边区党委调整部署，沈清召开潜江、江陵两县会议，成立中共江潜监中心县委，书记沈清、组织部长李智、宣传部长彭祥麟，统一领导江陵、潜江、监利三县的抗日作战。
同年8月，县委派李智与国军驻潜江的游击部队张明富协议，一同进攻投降日军的天门保安支队曾繁涛部，但8月下旬，渔泛蜂战斗失利，张明富反与曾繁涛等伪军合作一同对共军进行围剿，独立十营跳出包围圈。9月，天门国军潘尚武切断潜江天门通道，迫使中共潜江县委将机关及部队转移到潜西，而留下游击的李智、贺其彩、潘涤新等人被国军诱捕杀害，此为“潜江事变”。沈清率独立营突围北撤至京山小花岭，部队编入豫鄂边区党委警卫团，部分干部随沈清去天门工作。
1943年2月，日军发动江北歼灭战，国军128师被灭，金亦吾部投降，襄南（汉江平原）全部沦陷。当时中共襄河地委书记兼军分区政委张执一认为，中共可以在此迅速发展力量。随后地委请示豫鄂边区党委和新四军五师师部，3月1日，五师师长李先念、代政委任质斌致电中共中央军委请示，随后6日得到批准。五师决定成立新十五旅，由吴林焕为旅长、方正平为政委，准备进入襄南。
同年4月在徐李市成立襄南工委，刘真任书记，在双土地成立荆潜县工委，戴月为书记（后为李凌云）。7月，成立天潜沔县工委，左有方任书记。8月，中共天潜沔县工委改为天潜沔县委，杨知时任书记（后为李秉范）：辖9个中心乡区委，其中潜江境内有垸东，中古2个区委。9月，随着熊口之战打来局面，中共荆潜工委改为荆潜县委，李旭任书记。下辖6个区委，1个直属乡支部及29个分乡党组织。1945年10月，国军七十六军先后进攻潜江县城、熊口等抗日根据地。中共荆潜县委、天潜沔县委根据襄南地委指示，撤销区乡组织机构，重建潜南、潜西、潜东三个武工队就地坚持斗争。12月，襄南地委奉令率荆潜、天潜沔等县干部和全部武装撒往襄北。

### 第二次国共内战时期
1946年1月，国共双方公布停战命令后，刘真在泗港主持成立中共荆潜工委，柳之一任书记，并决定由蔡元农率武工队重返潜西，将潜南、潜西武工队合编为潜西武工队。同时，中共天汉中心县委派李秉范重返天潜沔，组建中共襄南工委，李秉范任书记，领导4个武工队。随着国共内战正式开始，4月，奉命撤往襄北。6月，撤销荆潜工委，另组潜西工委。12月奉命撤往襄北。随后荆当远中心县委派魏恒若、王克强重返潜西，潜北进行地下工作。
1947年12月22日，中国人民解放军江汉军区襄南军分区（三分区）部队占领潜江县城后，中共襄南地委决定将襄南划分为江荆潜、天潜沔、江监石、监沔四个县，其中江荆潜县委由刘真任书记，彭志深任副书记。1949年7月，江荆潜县改为潜江县，中共江荆潜县委随之改称中共潜江县委，8月，县委机关由熊口移驻潜江县城。

### 中华人民共和国时期
1949年7月，中共潜江县委有县委委员9人，其中书记，副书记各1人。1955年11月设立常务委员会(1956年5月，召开中国共产党潜江县第一次代表大会，选举产生中共潜江县第一届委员会。同年12月，依照中共湖北省委指示，设立县委书记处。1960年1月，中共潜江县第二次代表大会选举产生第二届委员会。1962年5月，根据省委指示，撤销县委书记处，书记处第一书记和书记分别改称县委书记和副书记。 
文化大革命期间，造反派对县委进行冲击，县委工作一度瘫痪。1970年5月，成立中共潜江县革命委员会核心小组（由军代表、县革委会主任杨明学担任组长），行使原县委职位。1971年4月，中共潜江县第三次代表大会选举产生第三届委员会。1987年举行第四次代表大会。1982年11月，举行第五次代表大会。1988年，潜江县升格为潜江市，潜江县委也因此更改为中共潜江市委。

## 机构设置
2019年3月，根据《潜江市机构改革方案》，其职能及办事机构包括如下，2024年6月，成立新办事机构：
- 中国共产党潜江市委员会办公室

### 职能部门
- 中国共产党潜江市委纪律检查委员会
- 中国共产党潜江市委员会组织部
- 中国共产党潜江市委员会宣传部
- 中国共产党潜江市委员会统一战线工作部
- 中国共产党潜江市委员会政法委员会
- 中国共产党潜江市委员会市委社会工作部

### 办事机构
- 中国共产党潜江市委员会全面深化改革委员会办公室
- 中国共产党潜江市委员会全面依法治市委员会办公室
- 中国共产党潜江市委员会国家安全委员会办公室
- 中国共产党潜江市委员会网络安全和信息化委员会办公室
- 中国共产党潜江市委员会财经委员会办公室
- 中国共产党潜江市委员会外事工作委员会办公室
- 中国共产党潜江市委员会机构编制委员会办公室
- 中国共产党潜江市委员会军民融合发展委员会办公室
- 中国共产党潜江市委员会审计委员会办公室
- 中国共产党潜江市委员会农村工作领导小组办公室
- 中国共产党潜江市委员会巡察工作办公室
- 中国共产党潜江市委员会信访局

## 历任领导

### 1949年5月至1988年
1949年5月，解放军攻占潜江县城。
| 任次 | 姓名   | 籍貫       | 生卒年份            | 入党年份 | 上任日期   | 卸任日期   | 备注   |
| ---- | ------ | ---------- | ------------------- | -------- | ---------- | ---------- | ------ |
| 1    | 王克强 | 湖北天门   | 1921年－1997年      | 1939年   | 1949年5月  | 1952年8月  | [ 13 ] |
| 2    | 李富五 | 山西昔阳   | 1908年-1984年3月7日 | 1942年   | 1952年2月  | 1953年6月  | [ 13 ] |
| 3    | 常连科 | 河北       |                     |          | 1953年6月  | 1954年11月 | [ 13 ] |
| 4    | 李富五 | 山西昔阳   | 1908年-1984年3月7日 | 1942年   | 1954年11月 | 1955年9月  | [ 13 ] |
| 5    | 邢子春 | 山西五台县 | 1925年7月           |          | 1955年9月  | 1960年8月  | [ 13 ] |
| 6    | 梁久让 | 山东荏平   | 1920年3月           |          | 1960年9月  | 1964年9月  | [ 13 ] |
| 7    | 任和亭 | 山西平巨   | 1929年3月           |          | 1964年9月  | 1967年1月  | [ 13 ] |
| 8    | 刘贤礼 | 山东日照   | 1928年6月           |          | 1971年4月  | 1974年6月  | [ 13 ] |
| 9    | 姜作强 | 山东蓬莱   | 1919年11月          |          | 1974年6月  | 1978年3月  | [ 13 ] |
| 10   | 王大成 | 湖北天门   | 1933年5月           |          | 1978年3月  | 1983年12月 | [ 13 ] |
| 11   | 周仲箎 | 湖北汉阳   | 1932年              |          | 1984年1月  | 1984年11月 | [ 13 ] |
| 12   | 马忠泉 | 湖北沙市   | 1938年7月           |          | 1984年11月 | 1988年7月  | [ 13 ] |

### 1988年至今
1988年7月，潜江县改制为潜江市，书记马忠泉继续担任中共潜江市委书记。1994年10月，潜江市被列为湖北省直管市。
| 任次 | 姓名   | 籍貫     | 生卒年份  | 入党年份 | 上任日期      | 卸任日期      | 备注          |
| ---- | ------ | -------- | --------- | -------- | ------------- | ------------- | ------------- |
| 1    | 马忠泉 | 湖北沙市 | 1938年7月 |          | 1988年7月     | 1992年9月     | [ 13 ]        |
| 2    | 马荣华 |          |           |          | 1992年9月     | 1997年3月     | [ 13 ]        |
| 3    | 张卫东 |          |           |          | 1997年3月     | 2003年2月     | [ 13 ]        |
| 4    | 刘雪荣 |          |           |          | 2003年2月     | 2006年7月     | [ 13 ]        |
| 5    | 张嗣义 |          |           |          | 2006年7月     | 2008年7月     |               |
| 6    | 朱汉桥 |          |           |          | 2008年11月    | 2013年5月     |               |
| 7    | 张桂华 |          |           |          | 2013年5月     | 2016年4月     |               |
| 8    | 胡功民 |          |           |          | 2016年4月     | 2017年5月     |               |
| 9    | 黄剑雄 |          |           |          | 2017年5月     | 2018年6月     |               |
| 10   | 吴祖云 |          |           |          | 2018年11月    | 2021年3月     |               |
| 11   | 向斌   |          |           |          | 2021年5月     | 2023年7月23日 |               |
| 12   | 盛文军 |          |           |          | 2023年7月23日 | 2024年8月30日 | [ 16 ] [ 17 ] |
| 13   | 叶杨   |          |           |          | 2024年12月    |               | [ 18 ]        |